# Els Pastorets de Súria
Els Pastorets de Súria són un espectacle de teatre nadalenc representat des de finals del segle xix, que s'ha mantingut en plena continuïtat fins a l'actualitat amb música en directe, uns 250 participants i un miler d'espectadors. Les representacions es fan durant les festes de Nadal al Teatre del Foment Cultural de Súria, qui realitza l'espectacle.

## Història
Les primeres notícies que en tenim daten del segle xix amb la posada en escena del “Bato i en Borrego”, d'Antoni Molins i Gelada, que s'havien representat primer a l'antic teatre del Centre Catòlic de la Plaça Major del Poble Vell i després a l'antic Teatre Ateneu, a l'actual carrer Salvador Vancell, n. 7, al centre del poble. L'any 1926 amb l'impuls de mossèn Antoni Malats i Gallés els Pastorets es renovaren i es van començar a fer al teatre del Centre Catòlic, a la parròquia de Súria, on encara es fan actualment. El text escollit aleshores fou Els pastorets o l'adveniment de l'infant Jesús un dels més populars del moment de Josep Maria Folch i Torres que s'havia estrenat a Barcelona deu anys abans.
Al llarg d'aquests temps només s'han deixat de fer representacions els anys de la Guerra Civil, l'any 1969 per pocs participants i les males condicions del local, L'any 2016, coincidint amb el 90è aniversari de les representacions i el centenari del text, es va recuperar un quadre del 1916, arranjar de nou la part musical i es van fer obres de millora en l'escenari guanyant en espai escènic, a més els Pastorets de Súria es van representar de manera extraordinària al Palau de la Generalitat de Catalunya, a partir d'una adaptació de l'escriptor i guionista Jaume Esquius.

## La música
Mossèn Antoni Malats i Gallés (1894-1982) fou el veritable impulsor dels Pastorets que coneixem avui en dia. A banda d'implantar el text de Josep Maria Folch i Torres va compondre'n la música que encara avui dia toquen en directe els components de l'”Orquestra Mas Torrat”. Així, les peces pròpies de l'espectacle es combinen amb adaptacions de les populars nadales conegudes per tothom. En els darrers anys s'ha treballat en l'harmonització de la partitura original, a càrrec del compositor surienc Joan Pelfort i Ribera, i s'ha incorporat un estol de cantants que acompanyen als músics en la seva interpretació. La música en viu i en directe de l'espectacle és un dels actius de més relleu dels Pastorets suriencs.

## Altres elements propis
L'escenografia dels Pastorets de Súria també és pròpia de l'espectacle i conserva el caire artístic i tradicional dels decorats en paper que ambienten cada una de les escenes de l'espectacle. Des de bon inici fou mossèn Antoni Malats qui impulsà l'escenografia que coneixem avui en dia, pintant tot un joc de decoracions. Amb els anys els decorats s'anaren ampliant i diversificant de la mà dels tècnics tramoies locals i amb els decorats pintats a mà dels Germans Salvador de Barcelona, qui durant anys han subministrat els diferents elements que han enriquit el conjunt escènic dotant-lo d'una singularitat pròpia. Entre els elements més característics de la posada en escena hi trobem el mecanisme de l'escotilló que permet que, a través d'una obertura enmig l'escenari, el dimoni pugui saltar entre els pastors o endinsar-se en el més profund dels abismes. En les darreres dècades també s'ha treballat a fons en la caracterització dels personatges a partir d'un equip de maquilladors i perruquers que donen versemblança a la trentena de personatges que hi apareixen, a més de pastors, verges, pecats capitals, dansaires i esquelets. El vestuari dels Pastorets de Súria també s'ha renovat en els darrers anys sense perdre el gust tradicional que els fa tan entranyables.